# 8e étape du Tour d'Espagne 2012
La 8e étape du Tour d'Espagne 2012 s'est déroulée le samedi 25 août 2012, partant de Lérida et arrive au col de la Gallina (Andorre) après 175 km de course.

## Parcours de l'étape
L'épreuve de 174,7 kilomètres commence à Lérida et se termine dans la petite principauté d'Andorre. Cette étape ne présente aucune difficulté majeure jusqu'au kilomètre 154, où les coureurs entreprennent l'ascension du col de catégorie 2 Alto de la Comella, pour redescendre et attaquer immédiatement la Collada de la Gallina, au sommet de laquelle se trouve l'arrivée. Cette pente de catégorie 1 comporte des passages à plus de 15 % au cours de ses 7 kilomètres.

## Déroulement de la course
L'échappée du jour se constitue de quatre coureurs : Cameron Meyer (Orica-GreenEDGE), Javier Ramírez Abeja (Andalucía), Mickaël Buffaz (Cofidis) et Amaël Moinard (BMC Racing).
On arrive alors enfin dans cette dernière difficulté inédite, la Collada de la Gallina. Du côté des favoris le vainqueur sortant de la Vuelta, Juan José Cobo (Movistar) est distancé et ses chances de remporter le général deviennent minces. Devant, Moinard est le premier lâché à la suite de l'attaque de Ramírez Abeja, ce dernier sera repris assez rapidement par Meyer et Buffaz, puis c'est au tour de l'Australien Meyer d'accélérer, il distance alors définitivement ses anciens compagnons d'échappée. Dans le peloton, c'est Rigoberto Urán (Sky) qui est distancé peut-être encore affaibli par sa chute de la veille. Son coéquipier Sergio Henao emmène donc son leader Christopher Froome dans sa roue, le rythme imposé fait lâcher des coureurs comme les deux coureurs de la (Rabobank) Robert Gesink et Bauke Mollema ou encore Igor Antón (Euskaltel-Euskadi). Alejandro Valverde (Movistar) décide ensuite d'accélérer, Henao est distancé et Froome est donc obligé de revenir seul sur Valverde. Un groupe de cinq coureurs se forme avec Froome, Valverde, Alberto Contador (Saxo Bank-Tinkoff Bank), Joaquim Rodríguez (Katusha) et son coéquipier Daniel Moreno, pas très loin on retrouve Antón et Beñat Intxausti (Movistar) et encore derrière Robert Gesink et Winner Anacona (Lampre-ISD).
Personne ne veut alors relayer Froome qui passe à l'attaque et seul Contador le suit, un peu plus loin Moreno ramène Rodríguez et Valverde. Les deux de devant rattrapent Meyer et sont repris par le groupe du leader. Le tempo baisse alors et personne ne veut relayer Froome qui attaque une nouvelle fois, Meyer et Moreno sont lâchés. Contador porte alors une attaque et parvient à créer un écart de 50 m sur ses poursuivants, El Pistolero s'envole alors vers la victoire mais à 150 m de la ligne Rodríguez lance le sprint avec dans sa roue Valverde, Froome lui ne parvient pas à suivre. Valverde double alors Rodríguez pour aller chercher Contador qu'il reprend à une dizaine de mètres de la ligne permettant ainsi au coureur Espagnol d'aller chercher une deuxième victoire d'étape sur cette Vuelta encore devant Rodríguez. Froome perd 15 secondes sans compter les bonifications sur le trio ibérique,.
Derrière, Antón et Gesink limitent les dégâts au contraire de Capecchi et Mollema qui laissent respectivement 1 minute et 6 secondes et 1 minute et 47 secondes. Cobo perd quant à lui 5 minutes 18, et Urán concède 7 minutes et 3 secondes. Rodríguez conserve son maillot de leader avec 33 secondes d'avance sur Froome 40 secondes sur Contador et 50 secondes sur Valverde, Gesink est 5e à 1 minute et 41 secondes. Il semble bien que ce Tour d'Espagne peut se jouer entre les trois Espagnols et le Britannique.

## Classement de l'étape
| Classement de l'étape | Classement de l'étape | Classement de l'étape | Classement de l'étape  | Classement de l'étape |
|                       | Coureur               | Pays                  | Équipe                 | Temps                 |
| --------------------- | --------------------- | --------------------- | ---------------------- | --------------------- |
| 1er                   | Alejandro Valverde    | ESP                   | Movistar               | en 4 h 6 min 39 s     |
| 2e                    | Joaquim Rodríguez     | ESP                   | Katusha                | + 0 s                 |
| 3e                    | Alberto Contador      | ESP                   | Saxo Bank-Tinkoff Bank | + 0 s                 |
| 4e                    | Christopher Froome    | GBR                   | Sky                    | + 15 s                |
| 5e                    | Daniel Moreno         | ESP                   | Katusha                | + 23 s                |
| 6e                    | Beñat Intxausti       | ESP                   | Movistar               | + 33 s                |
| 7e                    | Igor Antón            | ESP                   | Euskaltel              | + 33 s                |
| 8e                    | Winner Anacona        | COL                   | Lampre-ISD             | + 39 s                |
| 9e                    | Robert Gesink         | NED                   | Rabobank               | + 39 s                |
| 10e                   | Przemysław Niemiec    | POL                   | Lampre-ISD             | + 42 s                |
| modifier              |                       |                       |                        |                       |

## Classement général
| Classement général | Classement général | Classement général | Classement général     | Classement général  |
|                    | Coureur            | Pays               | Équipe                 | Temps               |
| ------------------ | ------------------ | ------------------ | ---------------------- | ------------------- |
| 1er                | Joaquim Rodríguez  | ESP                | Katusha                | en 29 h 59 min 25 s |
| 2e                 | Christopher Froome | GBR                | Sky                    | + 33 s              |
| 3e                 | Alberto Contador   | ESP                | Saxo Bank-Tinkoff Bank | + 40 s              |
| 4e                 | Alejandro Valverde | ESP                | Movistar               | + 50 s              |
| 5e                 | Robert Gesink      | NED                | Rabobank               | + 1 min 41 s        |
| 6e                 | Daniel Moreno      | ESP                | Katusha                | + 1 min 48 s        |
| 7e                 | Nicolas Roche      | IRL                | AG2R La Mondiale       | + 2 min 14 s        |
| 8e                 | Igor Antón         | ESP                | Euskaltel              | + 2 min 47 s        |
| 9e                 | Laurens ten Dam    | NED                | Rabobank               | + 2 min 58 s        |
| 10e                | Bauke Mollema      | NED                | Rabobank               | + 3 min 7 s         |
| modifier           |                    |                    |                        |                     |

## Classements annexes

### Classement par points
| Classement par points | Classement par points | Classement par points | Classement par points | Classement par points |
| --------------------- | --------------------- | --------------------- | --------------------- | --------------------- |
|                       | Coureur               | Pays                  | Équipe                | Point(s)              |
| 1er                   | John Degenkolb        | GER                   | Argos-Shimano         | 76 points             |
| 2e                    | Alejandro Valverde    | ESP                   | Movistar              | 66 pts                |
| 3e                    | Joaquim Rodríguez     | ESP                   | Katusha               | 65 pts                |
| modifier              |                       |                       |                       |                       |

### Classement du meilleur grimpeur
| Classement du meilleur grimpeur | Classement du meilleur grimpeur | Classement du meilleur grimpeur | Classement du meilleur grimpeur | Classement du meilleur grimpeur |
| ------------------------------- | ------------------------------- | ------------------------------- | ------------------------------- | ------------------------------- |
|                                 | Coureur                         | Pays                            | Équipe                          | Point(s)                        |
| 1er                             | Alejandro Valverde              | ESP                             | Movistar                        | 21 points                       |
| 2e                              | Simon Clarke                    | AUS                             | Orica-GreenEDGE                 | 16 pts                          |
| 3e                              | Joaquim Rodríguez               | ESP                             | Katusha                         | 15 pts                          |
| modifier                        |                                 |                                 |                                 |                                 |

### Classement du combiné
| Classement du combiné | Classement du combiné | Classement du combiné | Classement du combiné | Classement du combiné |
| --------------------- | --------------------- | --------------------- | --------------------- | --------------------- |
|                       | Coureur               | Pays                  | Équipe                | Point(s)              |
| 1er                   | Joaquim Rodríguez     | ESP                   | Katusha               | 7 points              |
| 2e                    | Alejandro Valverde    | ESP                   | Movistar              | 7 pts                 |
| 3e                    | Christopher Froome    | GBR                   | Sky                   | 14 pts                |
| modifier              |                       |                       |                       |                       |

### Classement par équipes
| Classement général par équipes | Classement général par équipes | Classement général par équipes | Classement général par équipes |
|                                | Équipe                         | Pays                           | Temps                          |
| ------------------------------ | ------------------------------ | ------------------------------ | ------------------------------ |
| 1re                            | Rabobank                       | Pays-Bas                       | en 89 h 28 min 24 s            |
| 2e                             | AG2R La Mondiale               | France                         | + 2 min 27 s                   |
| 3e                             | Sky                            | Royaume-Uni                    | + 2 min 34 s                   |
| modifier                       |                                |                                |                                |

## Abandons
- Yoann Bagot (Cofidis) : non-partant
- Tom Dumoulin (Argos-Shimano) : abandon